# Werner August Friedrich Lentz
Pour les articles homonymes, voir Lentz.
Werner August Friedrich Lentz (né le 15 juin 1817 au manoir de Kremsdorf et mort le 8 mars 1893 à Eutin) est un avocat et député du Reichstag (NLP).

## Biographie
August Lentz est le fils du directeur du domaine Carl Wilhelm Bernhard Lentz (1781-1855) et de sa femme Doris née Winkelmann (1784-1823). Il étudie au lycée Sainte-Catherine de Lübeck jusqu'à l'obtention du diplôme à Pâques 1838 (avec Heinrich Theodor Behn et Christian Theodor Overbeck) et étudie le droit aux universités de Heidelberg, Berlin et Kiel de 1838 à 1841. En 1842, il entre dans la fonction publique d'Oldenbourg et est d'abord auditeur au bailliage de Damme (de). En 1847, il est assistant juridique au ministère d'État d'Oldenbourg et en 1849 il est assistant au secrétariat du cabinet d'avocats d'Oldenbourg, où il devient le premier secrétaire du cabinet d'avocats en 1850. La même année, il est nommé juge assistant au tribunal régional de Neuenburg avec le titre de secrétaire général du tribunal. En 1851, il devient juge régional à Neuchâtel.
En 1853, il est muté au tribunal régional d'Oldenbourg au même poste et en même temps juge adjoint au cabinet d'avocats. En 1856, il entre au cabinet d'avocats d'Eutin, siège royal de la Principauté de Lübeck, une enclave du Holstein appartenant à Oldenbourg. Le 1er novembre 1858, il devient membre du bureau judiciaire d'Eutin en tant que juge principal et en 1860 également membre de la Cour d'État d'Oldenbourg. En 1862, il est promu juge principal à la cour supérieure d'Eutin et le 1er janvier 1874 comme directeur du tribunal supérieur. En 1873, il est nommé directeur de l'autorité de remplacement et de contrôle de la Principauté de Lübeck. Le 1er octobre 1879, en raison d'une perte auditive due à un accident, il est embauché après sa convalescence le 1er juillet 1885, il est nommé président du gouvernement grand-ducal d'Eutin avec le titre de président de district.
Le 1er mai 1891, il prend sa retraite et reçoit le titre de conseiller privé.

### Parlementaire
De 1863 à 1871, il est et pendant trois périodes de session de 1866 à 1869, président du parlement oldenbourgeois (de). De 1871 à 1874 et de 1877 à 1881, il est député du Reichstag pour le Parti national libéral de la 1re circonscription d'Oldenbourg (Oldenburg-Eutin-Birkenfeld).

## Récompenses
- Ordre du Mérite du duc Pierre-Frédéric-Louis
  - 1876 Croix de chevalier de 2e classe
  - 1879 Croix de chevalier de 1re classe
  - 1888 Chevalier capitulaire
  - 1886 Croix de commandant honoraire

## Famille
En mars 1850, Lentz épouse la fille du marchand de Copenhague, Charlotte Amalie, née Ree (1827-1893). Le mariage est resté sans enfant.